# 大津市立伊香立中学校
大津市立伊香立中学校（おおつしりつ いかだちちゅうがっこう）は、滋賀県大津市伊香立下在地町にある公立中学校。

## 沿革
- 1947年（昭和22年）4月21日 - 滋賀郡伊香立村立伊香立中学校として開校。
- 1975年（昭和50年）4月1日 - 大津市立堅田中学校から分離する。
- 1975年（昭和50年）8月28日 - 現在地に移転。

## 通学区域
- 大津市立伊香立小学校の通学区域[1]。